# Pauli (cràter)

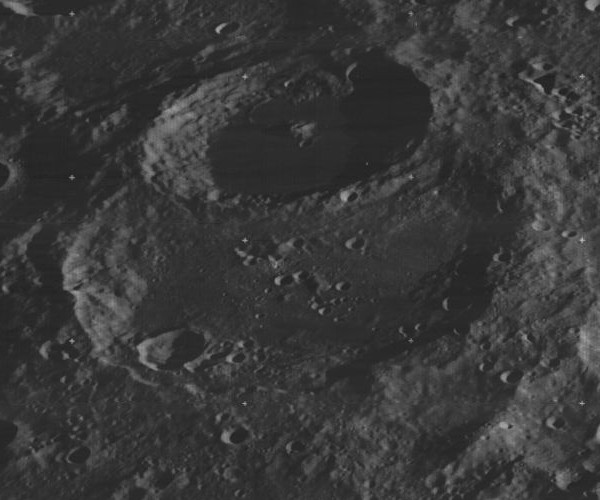
Vista obliqua des del Lunar Orbiter 3, mirant al sud, amb Pauli a dalt i Roche al centre

Pauli és un cràter d'impacte a la cara oculta de la Lluna. Es troba a mig camí entre l'equador lunar i el pol sud, i travessa la vora sud de la plana del cràter Roche, més gran.
Aquest cràter té una vora exterior ben definida, només lleument desgastada per l'erosió d'impactes successius. Té un petit cràter al costat interior del sector sud, i un altre més s'insereix a la cara oposada del cràter al nord. Presenta un lleu aterrassament a la paret interior sud-est, però la resta mostra preferentment una aparença ranurada radialment. La paret interior és més estreta a la banda nord, on es troba Roche.
El sòl interior ha estat inundat de lava, i hi ha deixat una superfície de baix albedo més fosca que el terreny circumdant. En això se sembla al cràter Jules Verne, situat a uns quatre diàmetres al nord-est. Presenta una cresta de baixa alçada prop del punt mig, amb les restes d'un cràter palimpsest a la banda sud-est del sòl interior.

## Cràters satèl·lit
Per convenció aquests elements són identificats en els mapes lunars posant la lletra al costat del punt mitjà del cràter que és més proper a Pauli.
|       | \| Pauli \| Coordenades \| Diàmetre \| \| ----- \| -------------------------------------- \| -------- \| \| \| 44° 06′ S, 141° 24′ E / 44.1°S,141.4°E \| 24 km \| |          |
| Pauli | Coordenades | Diàmetre |
|       | 44° 06′ S, 141° 24′ E / 44.1°S,141.4°E | 24 km    |